# Carcassona
|  | Aquest article tracta sobre la ciutat. Vegeu-ne altres significats a «Carcassonne». |

Carcassona (occità: Carcassona, pronunciat [kaɾka'suno̞]; francès: Carcassonne) és una vila occitana del Llenguadoc situada en el departament de l'Aude i a la regió d'Occitània. La vila és la capital de l'Aude i és coneguda per la ciutat fortificada de Carcassona, d'arquitectura medieval i restaurada per Viollet-le-Duc al segle xix i Patrimoni de la Humanitat de la UNESCO des de 1997.
L'any 2014 tenia 45.941 habitants. Com a Narbona i Lesinhan de las Corbièras existeix una comunitat de llengua catalana a Carcassona, al barri de baix, cap a la plaça Carnot.

## Geografia

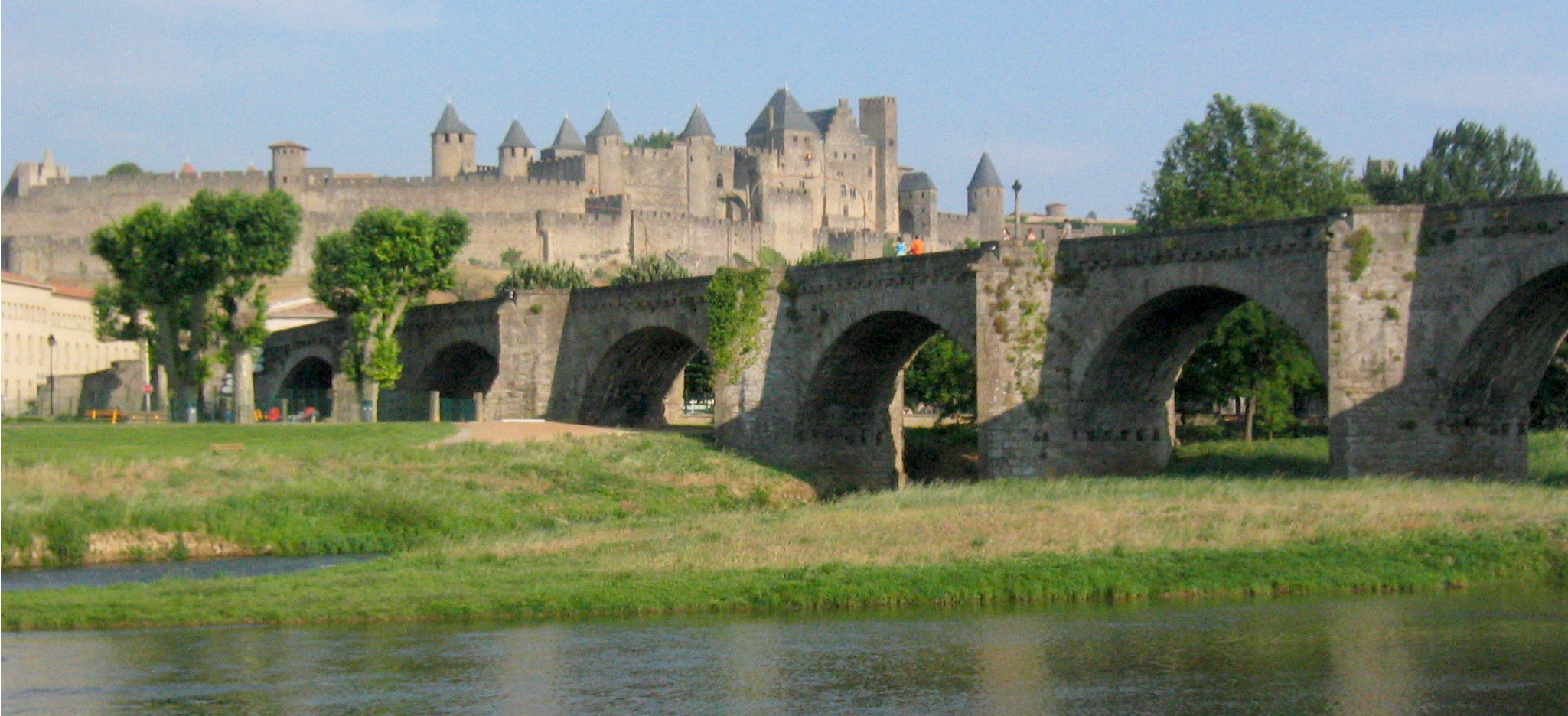
La Cité i el pont antic des de l'altra banda de l'Aude

L'any 1990 tenia 44.911 habitants. Està situada a 90 quilòmetres de Tolosa, a l'àrea compresa entre els Pirineus i el Massís Central, i està banyada pel riu Aude i el Canal del Migdia.
Està dividida pel riu Aude en dues parts molt diferenciades: la ciutat baixa o Bastida Sant Loís, i la ciutat alta o la Ciutat, conjunt monumental situat dalt d'un turó al peu de l'Aude i voltat de muralles de l'època medieval.
La temperatura és molt suau, durant l'hivern es manté entre els 10 °C i 15 °C, mentre que a l'estiu pot arribar als 30 °C.*

### Situació

#### Localització

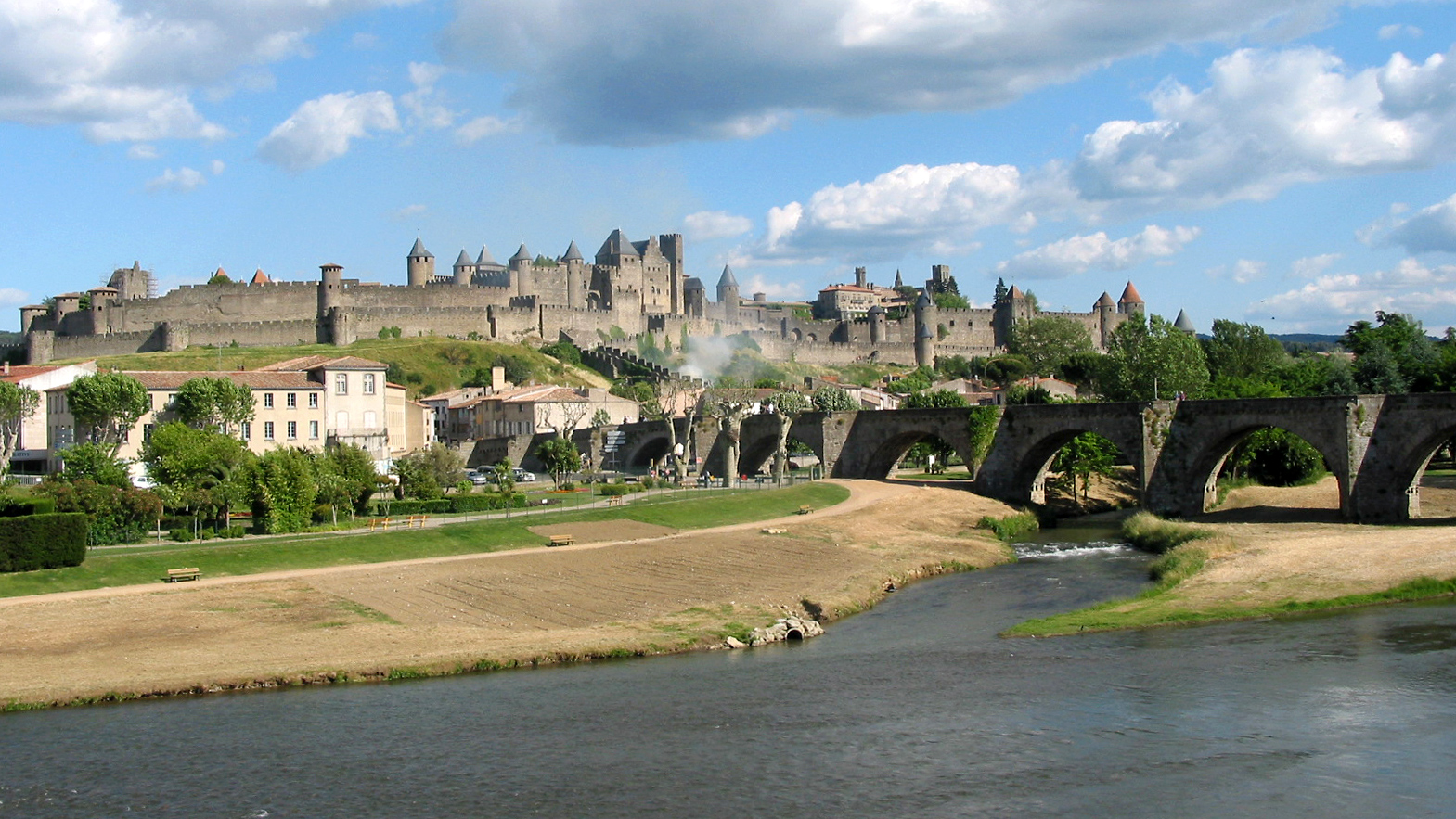
El Riu Aude, el pont Vieux i la ciutadella medieval.

Carcassona està situada al sud de França, 80 quilòmetres a l'est de Tolosa. El seu emplaçament estratègic entre la mar Mediterrània i l'oceà Atlàntic és conegut des del Neolític. La ciutat té la muntanya Negra al nord, les Corberes a l'est, la plana de Lauraguès a l'oest i la vall del Aude al sud. Aquesta regió natural de França es coneix com a Carcassès.
La superfície de la comuna és de 65 km², el que la fa una comuna gran comparada amb nombroses petites comunes de l'Aude. Les comunes limítrofes són Puègnautièr, Vilamostausson, Villalier, berriac, Viladubèrt, Trèbes, Montirat, Palaja, Casilhac, La Valeta, Rollens, Caus e Sausens i Pezens.

#### Clima
La estació meteorològica de Carcassona-Salvaza mesura diàriament diversos paràmetres meteorològics des del 1948. Però s'han realitzat mesures regularment des del 1849 per iniciativa de Don de Cépian, un enginyer del departament, que va col·locar un pluviòmetre a Carcassona. Théodore Rousseau es va fer càrrec al 1873, i més tard al 1897, dels ponts i paviments i de l'escola de Carcassona fins al 1914. Aquestes donacions permeten conèixer les condicions meteorològiques des de la fi segle xix.
Segons la classificació de Köppen, el clima és del tipus cfa o pampeà. Això constitueix una excepció a la França metropolitana, on el clima és majoritàriament de tipus  cfb  o  csa , excepte en les regions amb major altitud.
- La lletra c indica que es tracta d'un clima temperat: la temperatura mitjana és superior a -3 °C durant l'estació freda.
- La lletra f indica que es tracta d'un clima humit: les pluges estan distribuïdes al llarg de tot l'any. De fet, tot i un mes de juliol relativament sec, la diferència entre les precipitacions del mes més sec i del més plujós no és suficient per parlar realment d'estació seca.
- La lletra a indica que hi ha un estiu calorós: el mes de juliol té una temperatura mitjana superior a 22 °C.

El clima de Carcassona es caracteritza per estius relativament calorosos, amb un mes de juliol sec i calorós, amb situació de sequera; Tardors i hiverns suaus amb gelades relativament poc freqüents. Les pluges estan repartides més o menys equitativament entre el mes d'octubre i el mes de maig.
La neu és poc habitual, cau de mitjana set dies a l'any entre desembre i març, i es fon molt ràpidament. La quantitat de sol és força elevada, de mitjana de 2.190 hores a l'any en el període 1961-1990.
| Ciutat           | Quantitat de sol | Precipitacions | Neu         | Tempesta    | boira       |
| ---------------- | ---------------- | -------------- | ----------- | ----------- | ----------- |
| París            | 1 797 h/any      | 642 mm/any     | 15 dies/any | 19 dies/any | 13 dies/any |
| Niça             | 2 694 h/any      | 767 mm/any     | 1 dies/any  | 31 dies/any | 1 dies/any  |
| Estrasburg       | 1 637 h/any      | 610 mm/any     | 30 dies/any | 29 dies/any | 65 dies/any |
| Carcasona        | 2 190 h/any      | 695 mm/any     | 7 dies/any  | 19 dies/any | 14 dies/any |
| Mitjana nacional | 1 973 h/any      | 770 mm/any     | 14 dies/any | 22 dies/any | 40 dies/any |

Les precipitacions són més intenses al mes d'octubre per a la tardor, i al mes d'abril per a la primavera. Les pluges d'estiu són en forma de tempestes de vegades violentes que es transformen en pedregades fatals per a les vinyes.
| Paràmetres climàtics mitjans de Carcassona | Paràmetres climàtics mitjans de Carcassona | Paràmetres climàtics mitjans de Carcassona | Paràmetres climàtics mitjans de Carcassona | Paràmetres climàtics mitjans de Carcassona | Paràmetres climàtics mitjans de Carcassona | Paràmetres climàtics mitjans de Carcassona | Paràmetres climàtics mitjans de Carcassona | Paràmetres climàtics mitjans de Carcassona | Paràmetres climàtics mitjans de Carcassona | Paràmetres climàtics mitjans de Carcassona | Paràmetres climàtics mitjans de Carcassona | Paràmetres climàtics mitjans de Carcassona | Paràmetres climàtics mitjans de Carcassona |
| Mes                                        | Gen.                                       | Feb.                                       | Mar.                                       | Abr.                                       | Mai.                                       | Jun.                                       | Jul.                                       | Ago.                                       | Set.                                       | Oct.                                       | Nov.                                       | Des.                                       | Anual                                      |
| ------------------------------------------ | ------------------------------------------ | ------------------------------------------ | ------------------------------------------ | ------------------------------------------ | ------------------------------------------ | ------------------------------------------ | ------------------------------------------ | ------------------------------------------ | ------------------------------------------ | ------------------------------------------ | ------------------------------------------ | ------------------------------------------ | ------------------------------------------ |
| Temperatura diària màxima °C (°F)          | 9 (48,2)                                   | 11 (51,8)                                  | 14 (57,2)                                  | 16 (60,8)                                  | 20 (68)                                    | 24 (75,2)                                  | 27 (80,6)                                  | 27 (80,6)                                  | 24 (75,2)                                  | 19 (66,2)                                  | 13 (55,4)                                  | 10 (50)                                    | 17,7 (63,9)                                |
| Temperatura diària mínima °C (°F)          | 3 (37,4)                                   | 3 (37,4)                                   | 5 (41)                                     | 7 (44,6)                                   | 11 (51,8)                                  | 14 (57,2)                                  | 16 (60,8)                                  | 16 (60,8)                                  | 14 (57,2)                                  | 10 (50)                                    | 6 (42,8)                                   | 4 (39,2)                                   | 8,9 (48)                                   |
| Precipitació total mm (polzades)           | 64 (2,5)                                   | 67 (2,6)                                   | 68 (2,7)                                   | 68 (2,7)                                   | 68 (2,7)                                   | 52 (2)                                     | 34 (1,3)                                   | 43 (1,7)                                   | 53 (2,1)                                   | 74 (2,9)                                   | 63 (2,5)                                   | 82 (3,2)                                   | 736 (29)                                   |
| Font: Climatedata.eu Maig2011              |                                            |                                            |                                            |                                            |                                            |                                            |                                            |                                            |                                            |                                            |                                            |                                            |                                            |

El vent està molt present a Carcassona, amb una mitjana de més de 117 dies a l'any amb vents de més de 55 km/h i en augment. Són vents de l'est, vents marins o vents de l'oest, anomenats Cerç.
Carcassona va patir diverses inundacions del Aude al 1872 i 1875. Les inundacions de l'any 1891 estan entre les més importants amb una crescuda de vuit metres d'aigua que van envair tot el centre de la ciutat. L'agost del 1912, Carcassona va ser colpejada per un tornado ocasionant nombrosos danys: plataners tallats, sostres destruïts, etc.

#### Transport

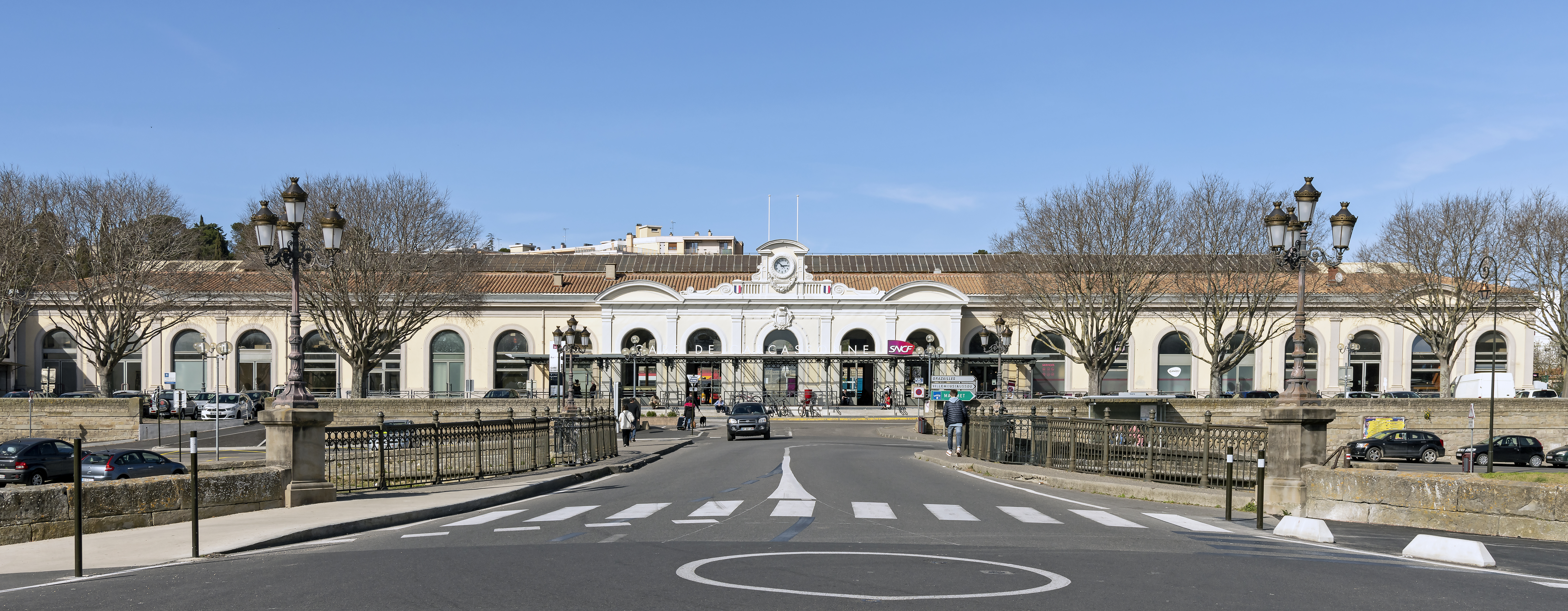
Estació de Carcassona.

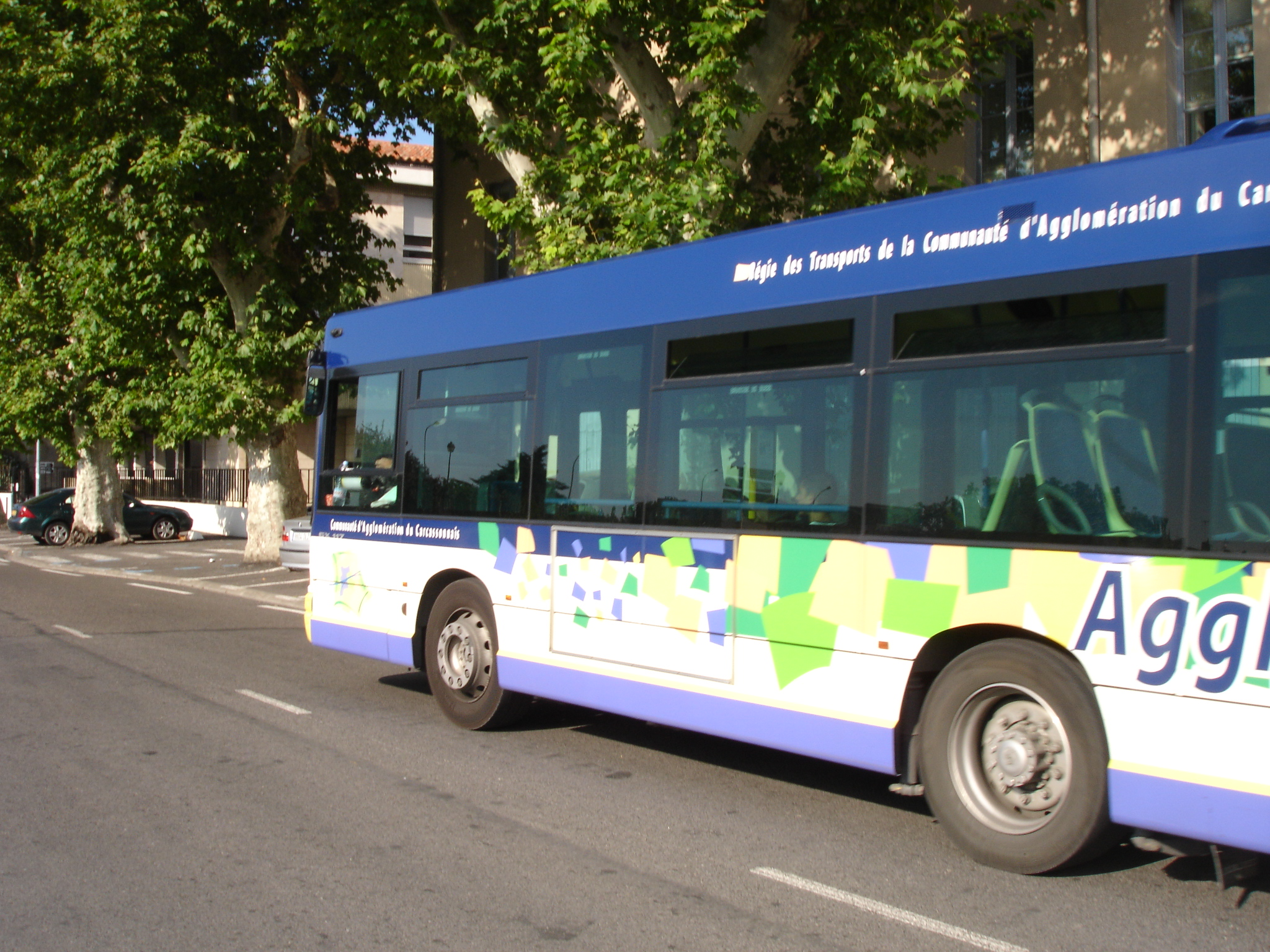
Transport públic a Agglobus a Carcassona.

Carcassona està situada a l'eix major de comunicació entre Tolosa i la costa mediterrània. El Canal del Migdia, que data del segle xvii, va ser en un altre temps un eix fluvial molt utilitzat. En l'actualitat, la Carretera de Deux Mers i més concretament la secció est de l'A61, que passa al sud de la ciutat, permet accedir directament des Tolosa o Montpeller. Hi ha dues sortides (23 i 24) cap a la comuna. A la xarxa secundària, la carretera secundària 6113 (l'antiga carretera nacional 113) travessa Carcassona i permet arribar a Tolosa per l'oest i a Narbona per l'est. Al sud, la carretera secundària 118 permet arribar a Limós i Quillan. Al nord, aquesta mateixa carretera secundària continua a través de la muntanya Negra i arriba fins Masamet.
També es pot accedir per tren a Carcassona usant la connexió Tolosa - Seta, passant per Narbona. La ciutat també està connectada a Quillan a través d'una secció restaurada de l'antiga línia Carcassona - Ribesaltes.
La construcció de la estació de Carcassona marca l'inici del turisme a la ciutadella de Carcassona. L'hotel Terminus, inaugurat el 1914 per l'arquitecte Belin, és un edifici remarcable del barri de l'estació que ha aprofitat aquesta afluència turística per desenvolupar-se.
L'aeroport de Carcassonne Salvaza, rebatejat com «aeroport de Carcassonne en Pays Cathare - Sud de France» (en català: «aeroport de Carcassona a País Càtar - Sud de França») al 2010, està situat a l'oest de la ciutat a la zona de Salvaza. Permet volar a Anglaterra (Londres, Liverpool, Bournemouth i Nottingham), a Irlanda (Dublín, Cork), a Escòcia (Glasgow), a Bèlgica (Charleroi), a Dinamarca (Billund) i a Portugal (Porto) amb la companyia aèria Ryanair. El 2002, diversos treballs han permès allargar la pista principal per a rebre avions més grossos. L'aeroport va rebre 426.798 passatgers el 2006, 466.305 el 2007, 444.702 el 2008 i 452.158 el 2009. El 2010, es van dur a terme alguns treballs per augmentar la capacitat de l'aeroport, amb la creació d'una nova àrea d'estacionament que permetia albergar simultàniament 4 aeronaus, la construcció d'un nou parc de bombers, la renovació del material de funcionament, la creació d'un nou hangar, l'adaptació de les terminals per garantir la ruta dels passatgers i majors sales d'embarcament.
Al centre de la ciutat, el cotxe és el mitjà de transport més utilitzat entre els ciutadans. La circulació en hores punta es torna bastant difícil, sobretot a l'estiu amb l'afluència de turistes. La carretera secundària 6113 (abans carretera nacional 113), que es dirigeix directament a la ciutat, sol estar molt saturada. Es va construir un primer tram al 1980 amb la circumval·lació oest que permetia agafar la sortida de l'autopista 23 i la carretera secundària 6113. La circumval·lació nord-est està oberta des del 18 de desembre de 2008 i permet desviar el trànsit de la carretera secundària 6113 gràcies a l'elusió pel nord. Aquests treballs van necessitar la construcció d'un viaducte sobre el Aude i de tres ponts. Al centre de la ciutat, tres pàrquings subterranis (pàrquing d'André-Chénier, de 340 places; El pàrquing dels Jacobins, de 211 places i més tard, el 25 de febrer de 2008, El pàrquing Gambetta, de 403 places) permeten albergar fins 954 vehicles. La planificació de l'esplanada de la plaça Gambetta està actualment acabada.
Pel que fa al transport públic, onze línies d'autobús travessen la ciutat de Carcassona i connecten el conjunt de la ciutat amb l'aeroport de Carcassona. La societat Agglo'Bus gestiona tota la flota d'autobusos de la conurbació de Carcassona. Durant el període estival, la bastida de Sant-Louis ofereix petits transports elèctrics gratuïts anomenats «les Toucs».

### Ciutat fortificada

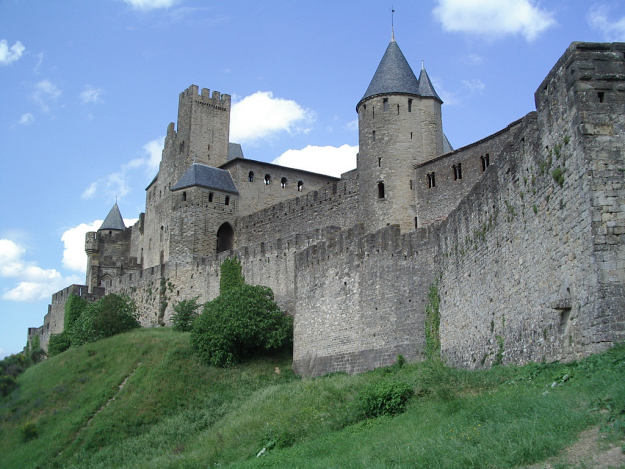
Part de darrere de la ciutat fortificada de Carcassona

La Ciutat fortificada de Carcassona va arribar a uns extrems tals d'estat ruïnós que el Govern francès va considerar seriosament de demolir les muralles. A tal efecte, es va fer un decret oficial el 1849, però se'n va derivar un gran rebombori: l'historiador Jean-Pierre Cros-Mayrevieille i l'escriptor Prosper Mérimée van liderar una campanya per preservar la fortalesa com a monument històric. Durant aquell mateix any es va encarregar a l'arquitecte Eugène Viollet-le-Duc el projecte de renovació de la ciutat alta.
La fortificació consisteix en una doble anella de muralles i 53 torres. Va ésser afegida a la llista del Patrimoni Mundial de la Humanitat de la UNESCO el 1997.
L'urbanisme de Carcassona ha servit d'inspiració per al joc de tauler alemany anomenat Carcassonne.

## Demografia
La població de Carcassona era de 47.854 habitants (el 2009), amb 735 hab/km² és la ciutat amb major densitat de població del departament de l'Aude. No obstant això aquesta densitat és molt menor que ciutats com Toló, Montpeller o Perpinyà. També és l'àrea urbana més poblada del departament amb 90.947 habitants que cobreixen 61 comunes.
Les tendències demogràfiques de la ciutat són regulars i en augment des del segle xix, passant de 15.219 habitants el 1800 a 47.854 el 2009. El 1968 la població total era de 43.616 habitants i es va reduir a 41.153 el 1982. Aquesta disminució de la població s'explica per la migració neta negativa a les ciutats de Toló o Montpeller en les quals l'economia i l'ocupació eren més atractius. No obstant això des de 1982 la població augmenta de nou, ja que ha crescut des dels 41.153 habitants l'any 1982 fins als 47.854 el 2009.

## Història
Els primers indicis d'assentaments humans a la regió de Carcassona daten de vora el 3500 aC. Cap a l'any 800 aC, el lloc aturonat de Carsac va esdevenir un important centre d'intercanvi comercial.
Carcassona va passar a ser estratègicament important quan els romans van fortificar el cim del turó pels volts de l'any 100 aC. Carcaso i formà part de la província de la Gàl·lia i després la Gàl·lia Narbonesa. Plini l'esmenta com Carcasum Volcarum Tectosagum i Ptolemeu diu que era una ciutat dels volques tectòsages. Era a la vora del riu Atax (l'actual Aude). Va proveir a Cèsar molts soldats durant la campanya del 56 aC. Va esdevenir colònia amb el nom de Iulia Carsaco, més endavant anomenada simplement Carcasum i Carcasso. La major part de les muralles septentrionals daten d'aquesta època. Als itineraris és anomenada Castellum Carcaso.
Al segle vii, els visigots van ocupar la ciutat i hi van construir més fortificacions, que encara es conserven. Van repel·lir amb èxit els atacs dels francs. Els sarraïns van prendre Carcassona l'any 725, però el rei Pipí els en va expulsar el 759.
El 1067, a través d'una unió matrimonial, Carcassona va passar a ser propietat de Ramon Bernat Trencavell, vescomte d'Albí i de Nimes. Als segles següents, els Trencavell es van anar aliant ara amb els comtes de Barcelona, ara amb els de Tolosa; per exemple, a la fi del segle xii el vescomte de Carcassona era feudatari del rei de la Corona d'Aragó Alfons I. Els Trencavell van fer construir el Castell Comtal i la basílica de Sant Nazari.
Carcassona és famosa pel seu paper en la croada contra els albigesos, quan la ciutat era un feu càtar. L'agost del 1209 l'exèrcit croat de Simó de Montfort va forçar la rendició de la ciutat després d'un setge de quinze dies. Va ajusticiar els Trencavell i va esdevenir el nou vescomte. Va ampliar les fortificacions i Carcassona va esdevenir una ciutadella de la frontera entre França i la Corona d'Aragó. El 1213, la batalla de Muret, que va guanyar Simó de Montfort contra el comte de Barcelona Pere el Catòlic, va marcar el preludi de la dominació francesa sobre Occitània.
El 1240, el fill del vescomte Trencavel va intentar reconquerir els seus vells dominis, però no se'n va sortir. La ciutat va passar definitivament sota el control del rei de França el 1247 i Lluís IX va fundar la nova part de la ciutat al peu del turó, a l'altra banda del riu. Ell i el seu successor Felip III van construir les fortificacions exteriors. En aquella època, la fortalesa es considerava inexpugnable. Durant la Guerra dels Cent Anys, Eduard, el Príncep Negre, no va aconseguir prendre la fortalesa de dalt del turó el 1355, si bé les seves tropes van destruir la ciutat baixa.
El 1659, pel Tractat dels Pirineus la província fronterera del Rosselló passava sota poder francès i la importància militar de Carcassona es veia reduïda. Les fortificacions es van abandonar i la ciutat va esdevenir sobretot un centre econòmic concentrat en la indústria tèxtil.

## Heràldica
| Blasó | Títol                    | Comentaris |
| ----- | ------------------------ | --- |
|       | Escut actual d'armes     | Aquest escut d'armes és el resultat d'una reorganització dels escuts, abans separats, de la ciutat alta i la ciutat baixa. El de la ciutat baixa s'estableix per sobre de la porta com un precedent "de la França moderna." No obstant això, hi ha moltes variacions. - El fons de l'escut no sempre és "sembrat amb flor de llis"; - Les torres són de vegades dibuixades com cobertes, especificant "el campanar"; - El fons de l'escut és de vegades també cobert de lliri d'or i fins i tot brodat de color blau ... (la resta de l'antiga França: flors blaves de lliris); - El corder i els seus accessoris es descriuen de forma molt diversa ('cap contornejat' o no, 'Halo' o no, en què l'halo és de vegades' 'crucifixat', i de manera que la creu de vegades és de plata i de vegades d'or). La raó per aquestes variacions, especialment per l'escut, és que la seva petita grandària fa que sigui difícil de llegir els detalls. |
|       | Escut de la ciutat alta  | Representa el poder. |
|       | Escut de la ciutat baixa | Representa a la potent indústria de la llana a la ciutat baixa. |

## La restauració de Carcassona per Viollet-le-Duc.
La ciutat de Carcassona, habitada des de l'antiguitat, era protegida per una muralla galo-romana durant el Baix Imperi, no obstant la ciutat fou presa per visigots, sarraïns i francs respectivament. Després de la croada contra l'heretgia dels càtars, Carcassona fou assetjada i acabaria capitulant el 15 d'agost de 1209, per aquest motiu l'any 1224 quan el vescomtat de Carcassona quedà sota domini reial, moment en què es convertí en una senescalia, es dotà de l'aparença de fortalesa que encara manté. L'any 1659, amb la signatura del tractat dels Pirineus, Carcassona s'empraria com a enclavament per protegir la frontera entre França i Catalunya, raó que motivaria la necessitat d'una fortalesa com aquesta. Arran de la degradació que havia sofert la ciutat, un cop el Rosselló fou annexionat al regne francès, les muralles s'empraren com a pedreres i els monuments restaren quasi en ruïnes. Fou així com algunes veus erudites de la ciutat es començaren a mobilitzar fins a aconseguir el suport de l'inspector de monuments històrics nacionals, Prosper Mérimée. L'any 1820 començà a sorgir la idea que la ciutat no era només un conjunt de ruïnes, sinó un monument que calia protegir i preservar. Fou així com a nivell local s'endegà una lluita per salvar la ciutat gràcies a les pressions de la Societat de les arts i ciències de Carcassona, sota la direcció de Jean Pierre Cros-Mayrevieille. La tasca de restauració de la ciutat, s'atorgà a Eugène Viollet-le-Duc, el qual li aportaria de nou l'aparença medieval. Finalment la ciutat quedaria inscrita a la llista del Patrimoni Mundial de la UNESCO l'any 1997.

### Els projectes i el procés de restauració.

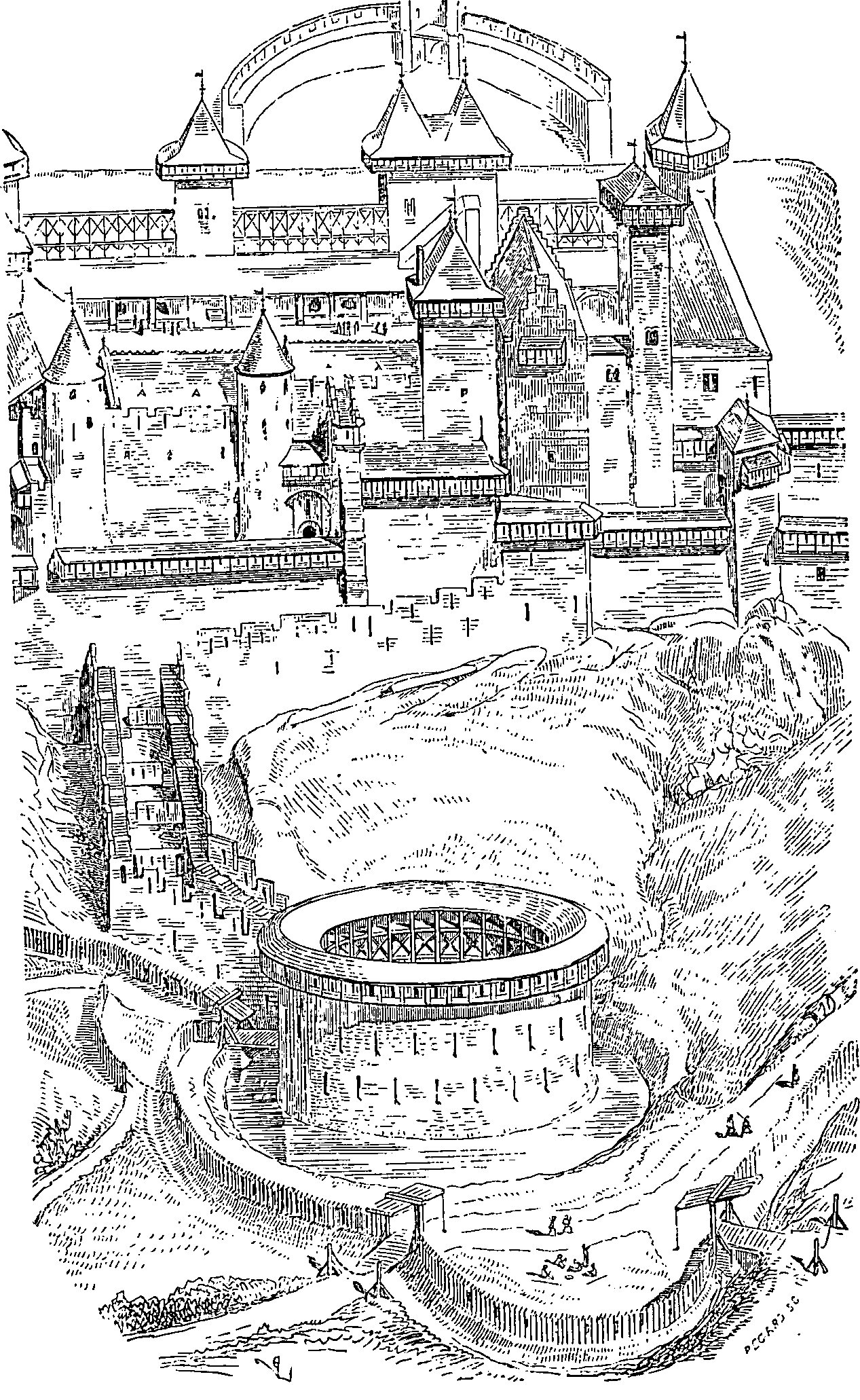
Castell de la ciutat de Carcassona amb la barbacana en primer terme, per E. Viollet-le-Duc.

L'any 1840 l'església de Sant Nazari és declarada Monument Històric per la Comissió de Monuments Històrics, la qual n'administra i supervisa les tasques de restauració. Prosper Mérimée ja havia notificat l'estat malmès de l'edifici, mentre que Jean-François Champagne, arquitecte local, també en realitzà un informe dels danys i la manca de manteniment. Com a resposta, el Ministeri de l'Interior francès assigna a Champagne un pressupost de 1.000 francs per a l'estimació de la restauració de la capella de Radulphe, una petita capella i mausoleu adjacent i anterior al transsepte meridional de la catedral.
Dos anys més tard, Mayrevieille, inspector de monuments històrics, presenta un informe sobre les degradacions causades per la restauració de Champagne a la Comissió de Monuments Històrics. Aquesta, consegüentment encarrega a Viollet-le-Duc un informe sobre la catedral i la seva restauració en curs.
Presentat dos anys després, fa paleses les irregularitats i les gravetats de la restauració en la capella de Radulphe. L'opinió és recolzada per Mayrevieille, i Viollet-le-Duc obté l'empresa per a la restauració de Sant Nazari el 19 d'abril de 1844. A la fi del mateix any presenta un informe, al qual suma a més de la reconstrucció, la finalització del campanar i la façana oest, no obstant això, sense destruir les traces de construccions primitives i retornant així la façana al seu estat pretèrit més probable. La resposta no es fa esperar, l'any 1845 Mérimée informa a Viollet-le-Duc que la Comissió, amb un escàs pressupost econòmic, no pot finançar les restauracions sinó només la consolidació. L'any 1846, Mérimée, pressionat per Mayrevieille, comissiona a Viollet-le-Duc per la realització d'un informe sobre la principal entrada a la ciutat, la porta Narbonesa.

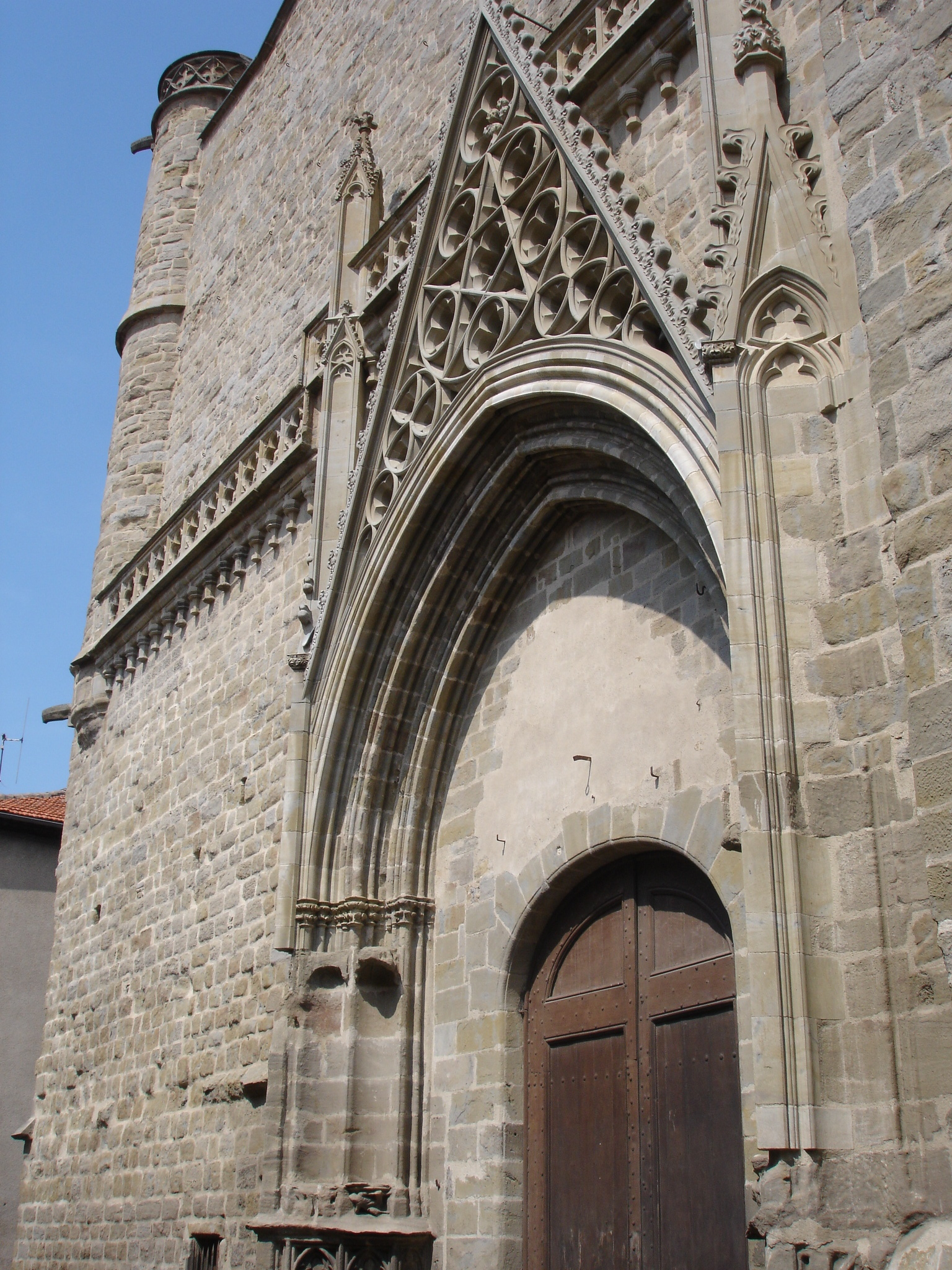
Porta de l'església de Sant Vicenç de Carcassona.

En el primer projecte de restauració proposat per Viollet-le-Duc, s'anunciava la necessitat d'eliminar les arquitectures parasitàries que obstruïen el pati i les parets de les muralles i torres de la zona est i també de la porta Narbonesa. Plantejament que xoca frontalment amb la decisió de Lluís Napoleó d'excloure la fortalesa de la segona classe d'espais de guerra. Juntament amb una forta reacció local, Viollet-le-Duc envia una carta al Ministeri d'Interior per protestar en contra d'aquesta exclusió.
La ciutat és classificada de nou i la recent presa de consciència de la seva importància culmina en un nou programa de restauració que tanmateix, no s'acabaria realitzant del tot. S'inicien les primeres compres i destruccions de les barraques adjacents a la muralla per tal d'eliminar les construccions parasitàries, i també se suprimeixen els materials més recents que trenquen amb l'harmonia medieval, aportant una visió més sanejada del monument.
Al projecte de 1853, amb un pressupost d'uns 217.000 de francs, pagats pel Ministeri de la Casa de l'Emperador, s'hi suma l'encàrrec de la restauració de la petita església de Saint-Gimer, situada als peus de la ciutat. Viollet-le-Duc presenta el projecte l'any 1852 i s'endega l'any següent. Aquestes tasques es realitzen amb altres projectes simultanis, com són la decoració de la sala principal del consistori, la realització d'una font pública davant de la porta Narbonesa i una oferta d'assessorament sobre la reconstrucció de la tribuna de Saint-Vicent, a la part baixa de la ciutat.
L'any 1855 s'inicien els treballs a la fortalesa, centrats primerament a la part est, ja que es tracta de la part més visible des de ciutat. Les tasques avancen des de la torre Pinte, al límit sud del castell, fins a les torres del sud. A despit del projecte, no és un procés metòdic, ja que restava a la voluntat del pressupost. Al final de la dècada dels anys cinquanta, la restauració arriba a l'altra banda de la muralla, amb la porta Narbonesa al punt de mira. Des del 1860 es consoliden els treballs de la part sud per completar-se amb el transcurs de quasi deu anys, situant-se ja a la part visigòtica. Aquest és un període tempestuós que estableix diferents etapes en el projecte de restauració, d'una banda a causa de l'escassetat de recursos, i de l'altra per les Guerres Francoprussianes, 1871-1872. La tasca de Viollet-le-Duc se centra en la restauració de les parts més significatives, avançant segons la importància dels elements per al seu estudi de l'arquitectura militar medieval. Era doncs una posada en pràctica de la seva teoria, tanmateix l'autonomia de les diferents parts convergeix per la unitat vertical que imposaven els projectes de Viollet-le-Duc.

#### La muralla i les torres
Amb les irrupcions bàrbares en terres gal·les moltes de les viles es fortificaren, més endavant els Visigots empraren i adoptaren aquestes construccions, tal com s'esdevingué a Narbona, Besiers, Agde, Tolosa i Carcassona. Alhora, els Visigots adoptaren les construccions romanes, prenent com a exemples els camps fortificats, les fosses i els talussos de terra. En el cas de Carcassona els murs de defensa s'aixecaren amb parament de petits aparells cúbics, emprant la terra com a element de cohesió, i també maçoneria disposada a través per tal d'actuar com a bloqueig.

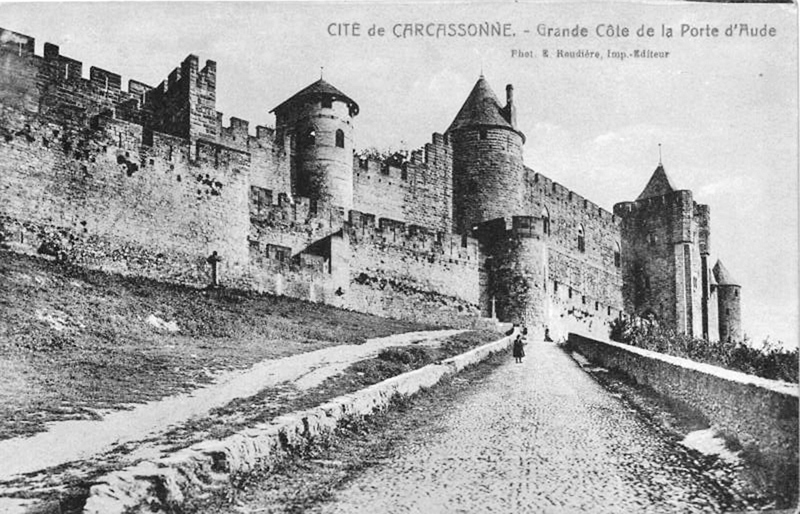
Postal de la ciutat de Carcassona a principis del.

Viollet-le-Duc datà la muralla en dues etapes diferents, una primera del segle xii i una posterior del segle xiv. Mentre que en la primera s'optà per un mur amb merlets espessos, a principis del segle xiv, els nous sistemes d'atac requerien millores en la poliorcètica, i s'emprà el mur nu. Pel que fa als seus merlets, es tracta dels més antics de tota França, construïts durant el decurs de les primeres croades, restaren intactes fins a la restauració "violletiana". Si bé que aquests primers exemples daten del segle xi i XII, els que es disposen sobre les torres són del final del segle xiii.
Pel que fa a les torres adossades a aquests murs defensius, es disposaven com un petit fort independent. Mentre que per la part exterior són cilíndriques, la cara adjacent a la vila és plana. En la primera planta s'estableix una comunicació amb l'interior i els camins de ronda; mentre que per la part exterior són closes per una fossa. Al pis superior, culminat amb merlets o cobertes enllosades amb pissarra, s'hi disposa una obertura de la façana a la part de la vila, i es comunica amb la muralla i les torres veïnes per mitjà de ponts elevats, permetent així la circulació i una millor defensa de la ciutat.
Algunes d'aquestes torres presenten una poterna la qual comunica amb l'exterior des d'aquest segon nivell, fet que implicava l'ús d'una escala mòbil des de fora per tal d'accedir a dins, la qual era a més, protegida per una barrera aixecada en fusta.

#### La Torre del Tresor
Construïda entre els segles xiii i XIV, segueix la disposició exterior de la resta de torres, plana a la cara interior i cilíndrica a l'exterior. L'ús defensiu conformava el seu interior, en el qual es disposaven dos pisos sota el nivell del sòl de la vila, i dos pisos superiors. D'aquestes plantes en destacava l'ús de contraforts a l'interior. Mentre el primer pis presentava una xemeneia i dues portes, comunicant amb el sòl exterior de la ciutat i amb l'oficina del cap, i també disposava de dues latrines. D'altra banda destaca el tercer pis, el qual obria pas a un camí de ronda a cel obert que cloïa al centre una sala amb dues finestres.

#### La defensa del Castell i la Barbacana
El castell datat del segle xii, època en què els primers vescomtes modificaren l'antic emplaçament fortificat, contenia pròpiament una defensa isolada, més potent i resistent, anomenada Donjon. I és que com s'esdevenia en moltes ciutats medievals, el castell era situat en el punt més elevat i amb una defensa més acurada. A més a més, el curs del riu podia fer variar la distribució de la ciutat i millorar-ne la defensa, ja que a l'altra banda d'aquest s'hi solia disposar una defensa avançada gràcies a l'ús dels ponts. La línia de la muralla podia ser declinada i còncava degut als mètodes constructius.
Les entrades al castell són protegides per obres avançades en el terreny, essent murs previs a la muralla o al castell. Així, es deixava un espai emprat com a pati d'armes, permetent en la defensa de la ciutat, la disposició d'una primera tropa que rebria un primer atac enemic. Aquests espais podien ser lleugerament més elevats, amb fossat i tanques, restant les portes als laterals, de tal manera que s'obligava a l'enemic a restar enfront del mur.

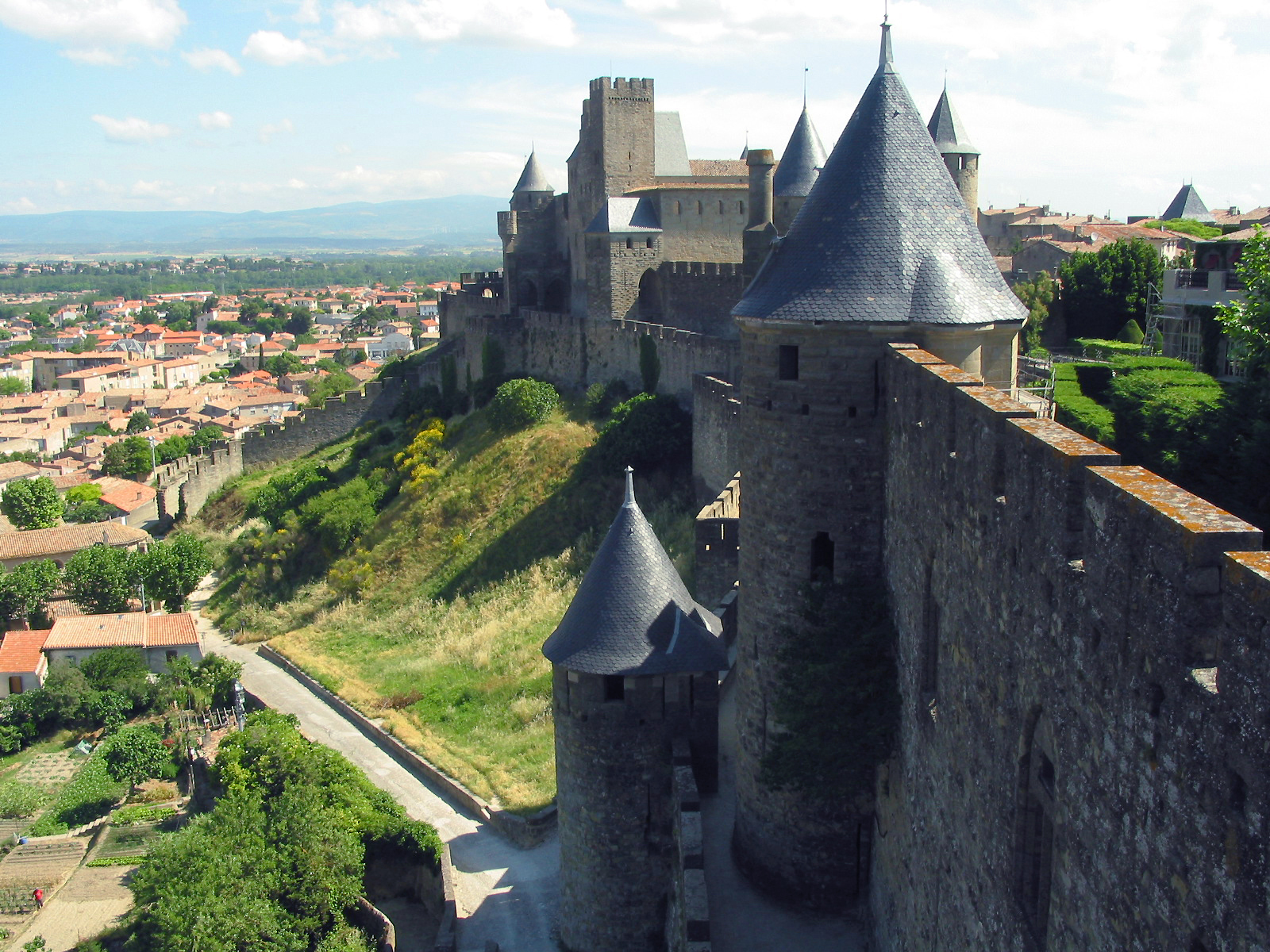
La bastida de Sant Lluís vista des de la banda oest.

Amb l'avenç de les tècniques de guerra, les muralles s'haurien d'adaptar als nous requeriments, fet que ho demostra l'ús de pendents més accentuades i fins i tot l'ús de torres mòbils.Val a dir que aquest afany per a la protecció de la ciutat fou resultat de les primeres croades, en què es va procurar dotar de millor defensa les ciutats, i especialment en el cas de Carcassona, la qual havia de comptar amb la millor defensa. És per aquest motiu que s'aixecà a més una enorme torre, coneguda com la Barbacana, aixecada sobre el turó contigu al castell, s'estén fins a la riba del riu Aude per mitjà de la disposició de rampes. Tanmateix, la torre seria destruïda l'any 1821 amb la construcció d'un molí, si bé que restaven els fonaments i les rampes del costat del castell. Pel costat de la vila, el castell restava defensat per una altra barbacana situada davant del fossat, amb una porta principal defensada la qual donava pas a aquesta segona construcció.
Amb Felip l'Ardit i la guerra contra la Corona d'Aragó, la ciutat esdevé el punt neuràlgic de la frontera entre ambdós territoris. Per aquest motiu s'elevaren les torres, cobertes i portes del costat est, mentre que es repararen les muralles i torres de la banda visigòtica. Malgrat tot, es tractava d'una construcció pensada per a resistir un atac a peu.
El castell fou ocupat fins a les darreries del segle xix, emprat per les guarnicions militars, transformant la construcció a la seva conveniència, per aquest motiu Viollet-le-Duc prengué com a referència per a la restauració les construccions del segle xiii, ja que considerava que era el moment de màxima esplendor de les construccions importants com les fortaleses, coincidint amb l'auge del desplegament del sistema feudal.

#### Sant Nazari

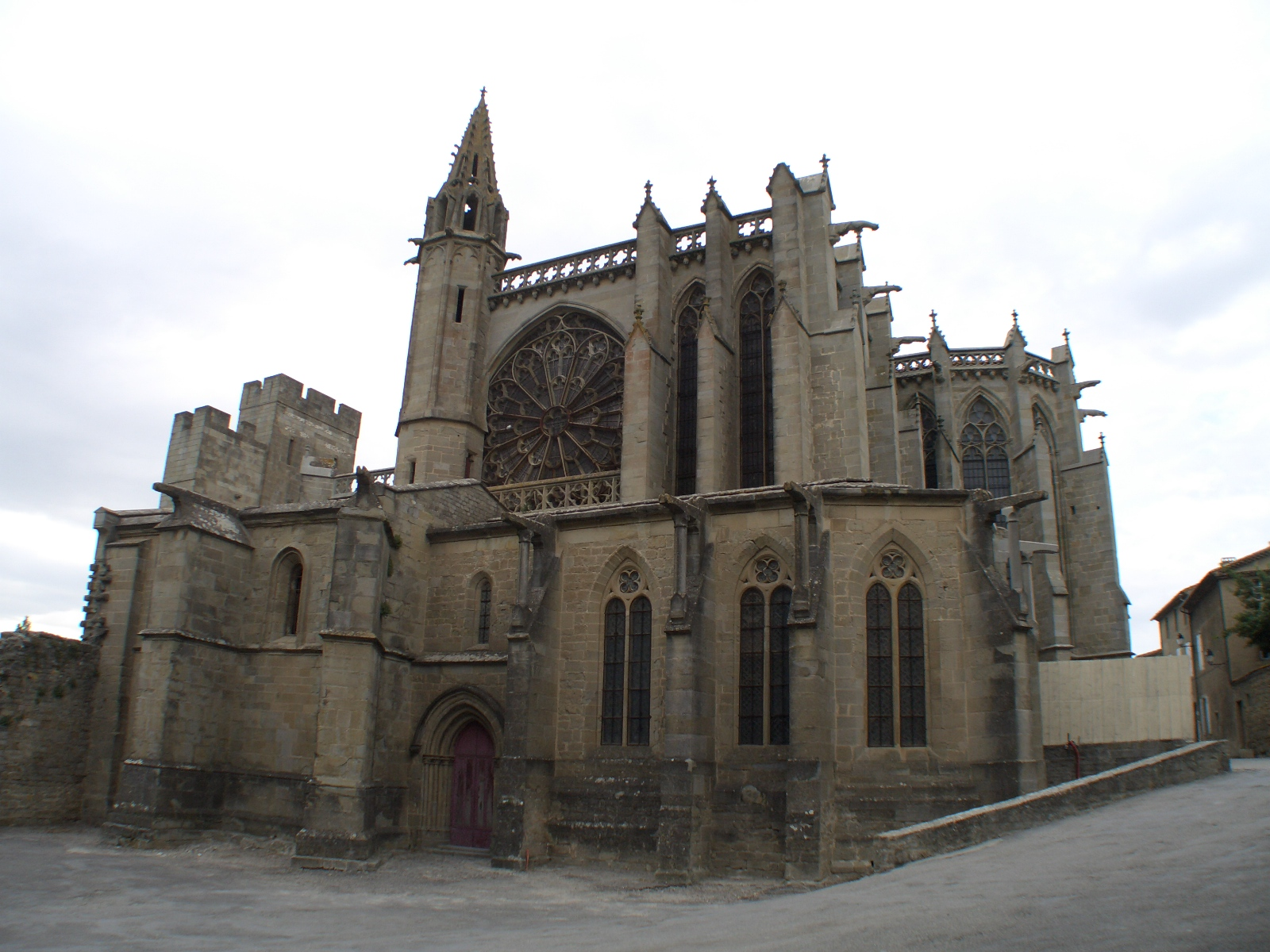
Basílica de Sant Nasari des de l'exterior.

La basílica de Sant Nazari constitueix un clar exemple més del paper que tingué l'estil ogival del nord en la seva influència a la zona del Midi francès, és doncs, una mostra de dos estils, romànic i gòtic. La planta es constituïa per una nau central amb dues de laterals unides pel transsepte, conjunt que data del segle xi.Amb l'entrada del Vescomtat de Carcassona al regne francès, el bisbe Radulphe ordenà la construcció d'una capella al final del braç esquerre del transsepte.Més endavant, al segle xiv el bisbe Pierre de Rochefort ordenà la demolició del cor, els transseptes romànics i aixecar de bell nou la part oriental.Tanmateix en conservà la disposició tradicional, aprofitant les restes de la nau romana, com per exemple els pilars i columnes. Rochefort destinà grans esforços per dotar de sumptuositat i riquesa la humil catedral.
Seguint aquesta voluntat, al segle xv s'aixecà la capella de Radulphe. El santuari fou decorat bastament per estàtues dels apòstols i pintures.En el claustre també s'observen algunes d'aquestes mostres de riquesa i ornamentació, com és el cas dels dos sagraris disposats en armaris dobles, on es guardaven tresors, des de vasos sagrats, reliquiaris i altres objectes valuosos.No obstant això, cal tenir present que es tractava també d'una defensa, ja que dominava bona part de la mur alla occidental de la ciutat.

### El problema de la clonació arquitectònica[24]
L'any 1899 La Societat Local de les arts i les ciències inicià els primers informes sobre les cobertes que es realitzaren en la restauració de Carcassona.En aquests es condemnà decisió d'Viollet-le-Duc optant per a les pissarres negres en lloc de la ceràmica que s'emprava habitualment. No obstant, altres opinions favorables a l'elecció al·legaven que aquesta decisió era correcta, ja que en un dibuix de Carcassona datat l'any 1462 s'hi observaven cobertes amb una inclinació que s'adequaria millor a la pissarra en lloc de la ceràmica. A més, una altra raó era l'existència d'altres usos de pissarra a menys de vint quilòmetres de la ciutat, havent fins i tot una regió que contenia en abundància aquest material. Aquesta discussió fa palesa la problemàtica de la restauració estilística d'Eugène Viollet-le-Duc, el qual apostava per a l'actualització dels edificis segons les noves funcions i modes. Plantejava així una restauració que recuperés un estat concret de l'obra d'art, en tant que aquesta era considerada objecte d'estudi científic, i és que considerava que els monuments restaven impregnats per la pàtina del temps.

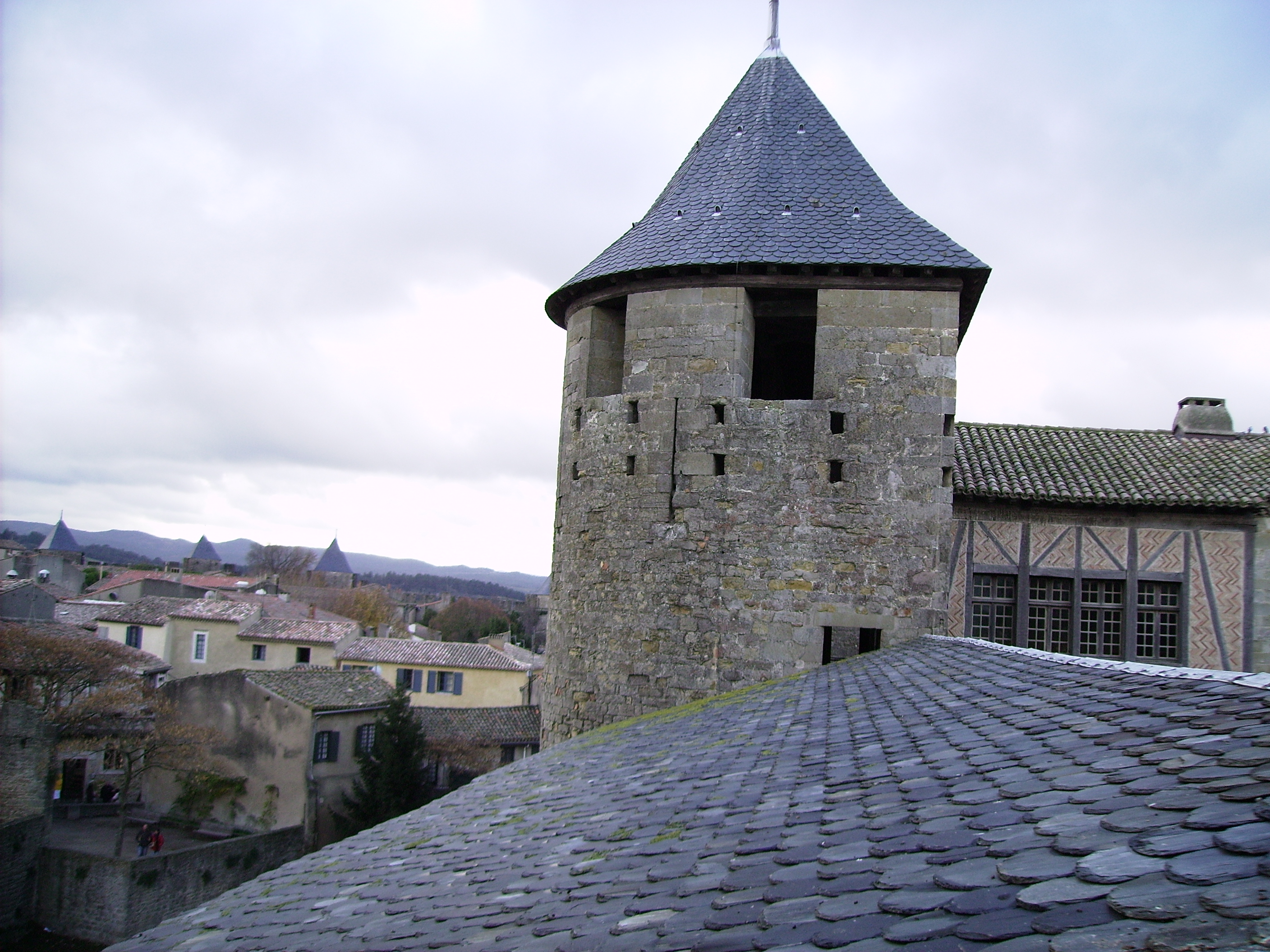
Vista de la coberta amb pissarra.

En els seus plantejaments no es pot discernir entre teoria de la restauració i teoria arquitectònica, inseparable des dels seus postulats sobre la història de l'art. Per tal de restaurar una obra incompleta calia obrar a raó d'una unitat d'estil, és a dir, recuperar l'estat primitiu, eliminant els afegits posteriors. D'aquesta manera s'obtenia un estat ideal, encara que caigués en l'error del fals històric, però guanyava en aspecte complet i perfecte, acostant-se així a un origen més pur que l'autèntic, obtenint un monument ideal. Considerava l'opció de fer novament una obra incomplerta segons la unitat de l'estil, de tal manera que es podia recuperar l'estat primitiu de l'obra d'art, i fins i tot, un estat més idealitzat, obviant la petjada del transcurs del temps. Es tractava de la paradoxa de la restauració estilística, cercant l'estat originari de l'obra, tal com fou plantejada pels primers artífexs, es podia fer un pas més per tal d'aconseguir-la tal com hauria d'haver estat. Prèviament a la restauració proposava iniciar un estudi complet i personal, segons els plantejaments de les generacions anteriors, és a dir que requeria el coneixement de les arquitectures antigues.
| « | Que estudii el que s'ha fet i que es serveixi d'aquest estudi raonant l'aplicació, partint sempre del punt conegut per entrar resoltament en el problema imposat per les noves condicions, que no adopti una forma del passat com l'expressió d'una necessitat que pot subsistir, sinó com un aprenentatge, no com a model tradicional i invariable, i així, en lloc d'aquesta amalgama de formes recollides d'arreu, que constitueixen el que avui es diu Arquitectura, pugui néixer d'un art del que sigui amo i el dugui a l'encuny de la nostra civilització i dels nostres gustos. | » |

Les obres, com el cas de Carcassona havien de ser restaurades segons les lleis de l'estil que la regien, esdevenint perfecta i completa. En el cas dels edificis gòtics, l'aplicació d'aquest plantejament fou molt fructífer, ja que responien a aquest principi unitàri i, per tant, resultava molt més simple reproduir per deducció els elements deteriorats o desapareguts. Tanmateix hom no pot obviar que si bé sovint són falsos històrics o en resulten monuments massa idealitzats, aquestes còpies o clons poden fonamentar el coneixement dels ciutadans en el marc de la cultura de consum.

## Economia
La ciutat baixa, a l'altra banda de l'Aude, compta amb indústria manufacturera de sabates, cautxú i productes tèxtils. També és el centre d'una important regió vinícola. Però la major part dels beneficis prové del turisme relacionat amb la ciutat alta emmurallada: Carcassona rep uns tres milions de visitants l'any.

## Llocs d'interès
Casa de les Memòries Joë Bousquet (en francès Maison des Mémoires Joë Bousquet): És al número 53 del carrer de Verdun, on va viure el poeta Joë Bousquet (1897-1950). Paralitzat a causa d'una bala alemanya el 1918, el tinent Bousquet pràcticament no podia sortir de la seva habitació. Des d'allà va mantenir correspondència amb la major part dels intel·lectuals del segle XX: de Paul Valéry a Max Ernst, de René Magritte a Louis Aragon, passant per André Gide, Dalí, Yves Tanguy i Simone Weil. Actualment l'habitació de Joë Bousquet es manté tal com era durant la vida del poeta.
La Casa de les Memòries manté una exposició permanent sobre la seva vida i obra, i mostra la influència que exercí en els cercles literaris, filosòfics i artístics del seu temps. Diversos manuscrits, pintures i publicacions acompanyen el recorregut en moviment que condueix el visitant fins a la porta de l'habitació del poeta. Aquesta exposició s'allotja al Centre Joë Bousquet i El Seu Temps, que la promou.
S'hi fan exposicions temporals sobre les relacions d'escriptura/pintura, i s'hi organitzen regularment seminaris i vetllades literàries.
Aquí es va fundar, juntament amb altres intel·lectuals de Carcassona, la revista Les Cahiers du Sud, revista de referència de la literatura del Llenguadoc.
La ciutat baixa: El nucli de la ciutat actual es va crear sota el regnat de Lluís IX i s'amplià posteriorment, durant els regnats successius dels reis Felip III i Felip I de Castella, que va ser quan adquirí la fisonomia actual. El nucli és regular i només està interromput per l'esplanada de la place Carnot, decorada amb la font de Neptú, de 1770.

## Persones il·lustres
- Paul Lacombe (1838 - 1927), compositor de música clàssica, era fill de Carcassona.
- Paul Sabatier (1854-1941), químic, Premi Nobel de Química de l'any 1912
- Albert Fert (1938 -) físic, Premi Nobel de Física de l'any 2007.
- Lupí de Carcassona, canonge sepultat a la catedral.